# Mosa Lebusa
Mosa Lebusa, né le 10 octobre 1992 à Welkom, est un footballeur international sud-africain. Il évolue actuellement à Mamelodi Sundowns.

## Biographie

### En club
Il commence le football au Dinonyana FC avant de rejoindre les équipes de jeunes de l'Ajax Cape Town. Il y commence sa carrière professionnelle en 2012. Il joue son premier match le 10 août contre Supersport United (1-1). Il marque son premier but le 23 novembre lors d'une victoire 3-2 face à Chippa United. Lors de la saison 2015-2016, il remporte le MTN 8. Le club termine la saison 2017-2018 en position de lanterne rouge.
Il rejoint donc Mamelodi Sundowns en août 2018. Il joue son premier match le 25 août en Telkom Knockout face à Cape Town City (défaite 1-0). Il marque son premier but le 1er février 2019 en Ligue des champions de la CAF face à l'ASEC Mimosas (victoire 3-1). Le club atteint alors les demi-finales. De plus, il remporte la Premier Soccer League. Lors de la saison 2019-2020, il remporte le Telkom Knockout.

### En sélection
Il reçoit sa première sélection en équipe d'Afrique du Sud le 9 octobre 2015, en amical contre le Costa Rica (victoire 1-0). 

## Palmarès
- Premier Soccer League
  - Champion : 2018-2019
- Coupe d'Afrique du Sud
  - Finaliste : 2014-2015[12]
- Telkom Knockout
  - Vainqueur : 2019
- MTN 8
  - Vainqueur : 2015